# 노펠 SC
노펠 SC는 방글라데시의 축구단이다. 현재 방글라데시 챔피언십 리그에 참가하고 있다.